# Windows XP Media Center Edition 2005
Windows XP Media Center Edition (kodnamn Emerald) är ett operativsystem utvecklat av Microsoft.